# バリー・マクスウェル (初代ファーナム伯爵)

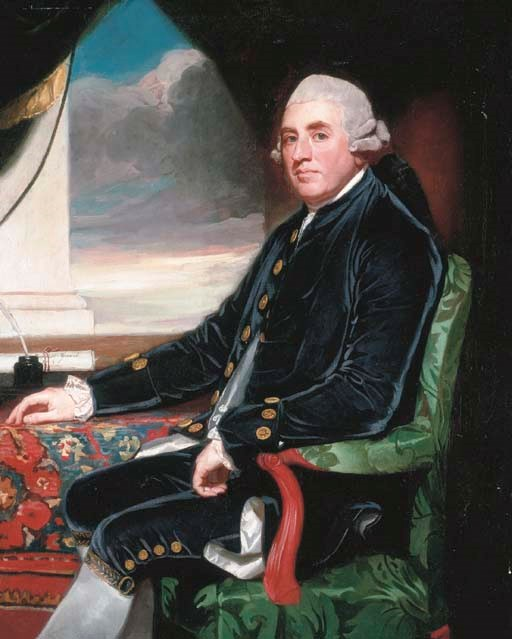
ジョージ・ロムニーによる肖像画。

初代ファーナム伯爵バリー・マクスウェル（英語: Barry Maxwell, 1st Earl of Farnham PC (Ire)、1723年 – 1800年10月7日）は、アイルランド王国の貴族、政治家。1756年から1779年までアイルランド庶民院議員を務めた。

## 生涯
初代ファーナム男爵ジョン・マクスウェルとジュディス・バリー（Judith Barry、1699年12月15日洗礼 – 1771年4月5日、ジェームズ・バリーの娘）の息子として、1723年に生まれた。1748年にダブリンのキングス・インズで弁護士資格免許を取得、1757年にキングス・インズの評議員に選出された。1741年から1800年までアイルランド庶民間訴訟裁判所首席書記官を務めた。
1756年から1760年までキャバン・カウンティ選挙区の、1761年から1768年までアーマー・バラ選挙区の、1768年から1779年までキャバン・カウンティ選挙区の代表としてアイルランド庶民院議員を務めた。また、1771年に母方の祖父の遺産を継承したとき、姓をバリー(Barry)に改めたが、1779年11月16日に兄ロバートが死去するとファーナム男爵位を継承、それに伴い姓をマクスウェルに戻した。
1781年1月10日にアイルランド貴族であるキャバン県におけるファーナム子爵に叙され、同年10月10日にファーナム子爵としてアイルランド貴族院議員に就任した。1785年6月22日に同じくアイルランド貴族であるキャバン県におけるファーナム伯爵に叙され、30日にファーナム伯爵としてアイルランド貴族院議員に就任した。1796年6月6日、アイルランド枢密院の枢密顧問官に任命された。
1800年10月7日にダブリンで死去、息子ジョン・ジェームズが爵位を継承した。

## 家族
1751年1月15日、マーガレット・キング（Margaret King、1766年12月4日没、トマス・キングの娘）と結婚、1男2女をもうけた。
- ジョン・ジェームズ（1759年 – 1823年） - 第2代ファーナム伯爵
- アン - 1787年、リチャード・フォックス(Richard Fox)と結婚
- ジュディス（1818年没）

1771年8月5日、グレース・バーデット（Grace Burdett、1734年 – 1816年3月8日、アーサー・バーデットの娘）と再婚、2女をもうけた。
- グレース（1866年6月19日没） - 1802年5月22日、第7代準男爵サー・ラルフ・ゴアと結婚、子供あり
- エリザベス（1782年1月没）